# Jaime Graça
Jaime da Silva Graça (ur. 10 stycznia 1942 w Setúbal, zm. 28 lutego 2012 tamże), portugalski piłkarz, pomocnik. Brązowy medalista MŚ 66.
Karierę zaczynał w Vitórii z rodzinnego miasta. W sezonie 1966/1967 podpisał kontrakt SL Benfiką, gdzie grał do 1975. W tym czasie siedem razy zostawał mistrzem Portugalii, trzykrotnie triumfował w Pucharze Portugalii. W 1968 dotarł do finału Pucharu Europy i w meczu z Manchesterem United zdobył bramkę, jednak Benfica po dogrywce przegrała 1:4.
W reprezentacji Portugalii zagrał 36 razy i strzelił cztery bramki. Debiutował 24 stycznia 1965 w meczu z Turcją, ostatni raz zagrał w 1972. Podczas MŚ 66 zagrał we wszystkich sześciu meczach Portugalii w turnieju.
Pracował jako trener. Był asystentem José Torresa na MŚ 86.